# Matthew Gregory Lewis
Matthew Gregory Lewis (9. července 1775, Londýn — 14. května 1818 při plavbě ze Západní Indie) byl anglický diplomat, politik, majitel plantáží a preromantický spisovatel známý především svým gotickým románem Mnich (The Monk), podle kterého byl přezdíván Monk (Mnich) Lewis.

## Život
Lewis se narodil jako nejstarší syn vysoce postaveného vládního činitele a bohatého majitele plantáží na Jamajce. Lewisova matka opustila svého manžela roku 1781 a poté žila s jiným mužem. S tím související skandál byl nevyhnutelný. Na konci procesu bylo odloučení manželů potvrzeno a od té doby žili Lewisovi rodiče odděleně. Lewis však s matkou udržoval i nadále úzký vztah a pomáhal jí i finančně.
Své vzdělání zahájil Lewis v osmi letech na prestižní Westminster School a poté od roku 1790 pokračoval ve studiu v koleji Christ Church Oxfordské univerzity, kde získal roku 1794 bakalářský a roku 1797 magisterský titul.

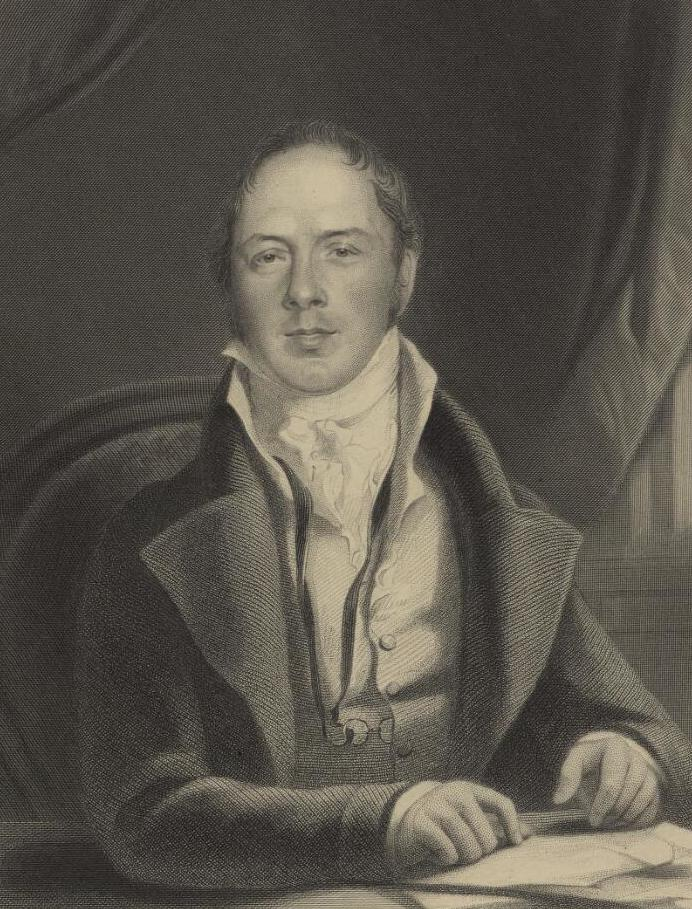
Matthew Gregory Lewis na obraze Williama Holla

Ačkoliv se již od mládí věnoval literatuře, připravoval se na dráhu diplomata a trávil proto většinu školních prázdnin v zahraničí studiem jazyků. Roku 1791 navštívil Paříž a v letech 1792 a 1793 Výmar, kde se seznámil s dílem Johanna Wolfganga Goetha a prvních německých romantiků. Pod jejich vlivem a pod vlivem Ann Radcliffové pak během pobytu Haagu, kde od roku 1794 působil jako atašé britského velvyslanectví, napsal své nejslavnější dílo, gotický román Mnich (The Monk), které vydal anonymně roku 1795, nebo 1796. Román, líčící příběh madridského mnicha Ambrosia, který zaprodal svou duši ďáblu, měl velký úspěch a rozhodl o tom, že se Lewis roku 1802 vzdal diplomatické kariéry i poslaneckého mandátu, který zastával od roku 1796, a rozhodl se věnovat pouze literatuře.
Po smrti svého otce roku 1812 přestal publikovat. Zdědil značné jmění a zároveň se stal majitelem několika set černých otroků na Jamajce. Chtěl jim být dobrým pánem, protože byl odpůrcem krutého zacházení s lidmi, a dvakrát se dokonce jel na Jamajku podívat, zda jsou jeho pokyny dodržovány. První cestu podnikl roku 1815, po návratu navštívil v Ženevě básníky lorda Byrona a Shelleyho a pak podnikl cestu po Itálii. Podruhé navštívil Jamajku v letech 1817-1818. Tam onemocněl žlutou zimnicí, na kterou na zpáteční cestě na lodi zemřel. Pochován byl do moře.
Už jako student se pokoušel anglickému publiku zprostředkovat literaturu Sturm und Drang (Bouře a vzdoru) a výmarské klasiky. Přeložil hru Friedricha Schillera Úklady a láska a také epickou báseň Oberon Christopha Martina Wielanda, což mu přineslo respekt Goetha.
Kromě románu Mnich je autorem několika divadelních her, kterými přenesl strašidelnou tematiku na divadelní prkna. Vydal také tři méně úspěšné sbírky balad a jiných veršovaných i prozaických skladeb založených na různých, zejména německých pramenech (na prvních dvou spolupracoval s Walterem Scottem), k jejichž sestavení jej vedl jeho zájem o lidovou slovesnost.

## Výběrová bibliografie

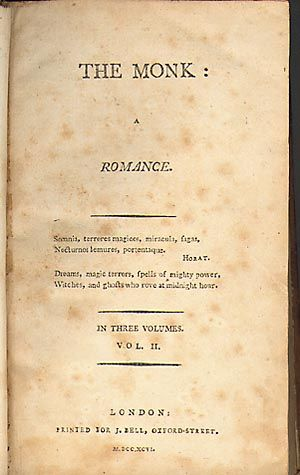
Mnich, vydání z roku 1796 dnes považované za první

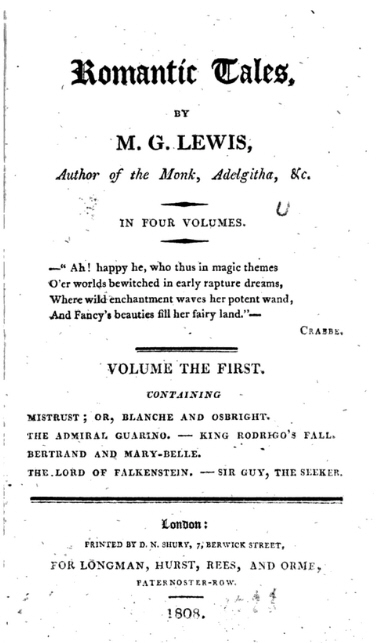
Romantické příběhy, první vydání z roku 1808

- The Effusions of Sensibility, nedokončený román, parodie na soudobá sentimentální díla.
- The East Indian (1792), komedie o pěti jednáních.
- The Twins (1794, Dvojčata), fraška.
- The Monk (1795-1796, Mnich), gotický román vyprávějící o madridském mnichovi Ambrosiovi, který neodolá svodům Satanovým, propadne neřestným vášním tělesného chtíče a pod maskou ctihodnosti kupí jeden zločin za druhým, přičemž ale současně prožívá i duševní utrpení nad svou scestnou vášní přemáhající jeho ctnostná předsevzetí. První anonymní vydání románu bylo dříve datováno do roku 1795, ale protože nebyly nalezeny žádné kopie knihy s takovým datem, a ani tehdejší zdroje se na toto datum neodkazují, začal se upřednostňovat rok 1796.[5] Dílo mělo velký úspěch, ale pro erotické scény a popisy zvrhlých Ambrosiových zločinů vyvolalo morální pobouření některých recenzentů i části veřejnosti. Hrozil dokonce úřední zákaz šíření románu, takže Lewis pro druhé vydání, které již podepsal svým jménem, některé nejchoulostivější pasáže vypustil nebo upravil.[2]
- Village Virtues (1796, Vesnické ctnosti), anonymně vydaná dramatická satira.
- The Minister (1797, Ministr), tragédie o pěti jednáních, překlad Schillerovy hry Úklady a láska.[6]
- The Castle Spectre (1797, Zámecké strašidlo), velmi úspěšná divadelní hra o pěti jednáních odehrávající se ve středověkém Conway ve Walesu, kterou Lewis přenesl strašidelnou tematiku na divadelní prkna.
- Tales of Terror (1799, Hrůzostrašné příběhy), sbírka lidových balad vzniklá ve spolupráci s Walterem Scottem.
- Alfonso, King of Castile (1801, Alfonso, kastilský král), tragédie o pěti jednáních.
- Adelmorn the Outlaw (1801), hudební drama o třech jednáních.
- Tales of Wonder (1801, Podivuhodné příběhy), sbírka šedesáti balad o nadpřirozenu, včetně devíti od Lewise a pěti od Waltera Scotta.
- The Captive (1803, Uvězněná), dramatický monolog přednášený za doprovodu hudby líčící propukající šílenství ženy zavřené proti její vůli v cele psychiatrické léčebny, kde žije zcela izolována od lidí. Hra byla uvedena pouze jednou, protože při jejím sledování došlo i k hysterickým záchvatům některých divaček.[2]
- The Bravo of Venice (1805, Benátský vrah), gotický román, překlad díla Heinricha Zschokkeho Abällino, der große Bandit (Aballino, velký zbojník) z roku 1793.[7]
- Adelgitha; or, The Fruit of a Single Error (1806, Adelgitha; aneb Plody jedné chyby), tragédie o pěti jednáních líčící utrpení ženy, která je nemilosrdně vydírána bezohledným tyranem, když odmítá jeho návrhy.
- Romantic Tales (1808, Romantické příběhy), sbírka strašidelných středověkých i orientálních příběhů.
- Venoni, or The Novice of St. Mark's (1809), drama o třech jednáních.
- One O'Clock, Or, The Knight and Wood Daemon (1811), hudební romance o třech jednáních.
- Timour the Tartar (1811), melodrama o dvou jednáních inscenované jako tzv. hippodrama, tj. kombinace cirkusové zábavy s živými koňmi a tradičního divadla.
- Rugantino, The Terrible Banditti-King (1811), melodrama o třech jednáních vytvořené na základě románu The Bravo of Venice.[7]
- Poems (1812, Básně)
- Journal of a West India Proprietor Kept during a Residence in the Island of Jamaica (1833), posmrtně vydaný deník z první Lewisovy cesty na Jamajku roku 1815.

## Adaptace
- La nonne sanglante (1835, Krvavá jeptiška) divadelní hra francouzských dramatiků Augusta Aniceta-Bourgeoise a Juliena de Malliana obsahující motivy z románu Mnich.[8]
- Maria de Rudenz (1838), opera italského skladatele Gaetana Donizettiho, libreto Salvadore Cammarano podle francouzské hry Krvavá jeptiška z roku 1835.[9]
- La nonne sanglante (1854, Krvavá jeptiška), opera francouzského skladatele Charlese Gounoda založená na románu Mnich, libreto Eugène Scribe a Germain Delavigne.[8]
- Raymond and Agnes (1855, Raymond a Agnes), opera anglického skladatele Edwarda Lodera podle románu Mnich s motivy z divadelní hry Uvězněná, libreto Edward Fitzball.[10]
- Le Moine (1931, Mnich), román francouzského spisovatele Antonina Artauda, volný překlad Lewisova románu.[11]
- Le Moine (1972, Mnich), francouzský film, režie Adonis Kyrou, scénář Luis Buñuel a Jean-Claude Carrière , v titulní roli Franco Nero.
- La nonne sanglante (1981, Krvavá jeptiška), francouzský televizní film, režie Bernard Maigrot.
- The Monk (1990, Mnich), španělsko-britský film, režie Francisco Lara Polop.
- Le Moine (2011, Mnich, francouzský film, režie Dominik Moll.[12]

## Česká vydání
- Mnich, Praha: Odeon 1971, přeložil František Vrba.
- Anakonda (The Anaconda), povídka z autorovy knihy Romantické příběhy je obsažena v antologii Strašidla, duchové & spol., Praha: Albatros 2001.[13]
- Mnich, Frýdek-Místek: Alpress 2015, přeložil František Vrba.
- Mnich, Praha: Městská knihovna v Praze 2019, přeložil František Vrba, elektronická kniha.